# Fenproporex
El Fenproporex (rara vez conocido como Perfoxeno en ciertos países de habla inglesa) es un estimulante de la familia de las Fenetilaminas y de las anfetaminas recetado en algunos países principalmente como un supresor del apetito para bajar de peso y para el tratamiento de la obesidad mórbida. 
El Fenproporex actúa después de ser consumido al ser metabolizado en su mayor parte por el hígado en anfetamina, y es esta la sustancia que ejerce sus efectos supresores del apetito. De hecho, el fenproporex en sí tiene una vida media muy corta de 2 a 4 horas como máximo y una vida terminal de 6 a 8 horas, mientras que su metabolito principal, la anfetamina, tiene una vida media de 10 horas en promedio; confirmando que es el metabolito principal en principal y virtualmente único responsable de la eficacia del fenproporex que prácticamente podría ser considerado nada más que una dosis baja de anfetamina.
En línea con este hecho, después de la administración de Fenproporex, niveles detectables de anfetamina pueden ser detectados en la orina o en la sangre. En algunos casos, niveles de anfetaminas podían ser detectables hasta entre 119 y 170 horas después del consumo del fenproporex.
El fenproporex se absorbe alrededor de los 30 minutos y alcanza sus concentraciones máximas (Cmax) en un periodo de entre 50 y 60 minutos en promedio tras lo cual tiene una vida media de entre 2 y 4 horas y una vida terminal de 6 a 8 horas. Pero como ya se ha mencionado, la sustancia en la que es transformada por el cuerpo, anfetamina, es mucho más potente y dura hasta 11 horas en promedio siendo la encargada de los efectos del fenproporex.
Diversos estudios han confirmado la eficacia del Fenproporex para perder peso cuando es utilizado junto a una dieta y un régimen de ejercicio físico.
Sin embargo, el Fenproporex ha sido retirado en varios países de la Unión Europea, y en otros como Estados Unidos jamás fue aprobado para su uso y comercialización, tras varios casos de abuso del medicamento junto a la disponibilidad de medicamentos más potentes, efectivos y con los cuales los doctores tenían mayor experiencia clínica, como anfetaminas puras o dextroanfetaminas.
Adicionalmente, a partir de 2009, la Agencia Mundial Antidopaje agregó al Fenproporex en su lista de sustancias de consumo prohibido por atletas.
A pesar de esto, el fenproporex ha seguido siendo utilizado ilegalmente en Estados Unidos como medicamentos para adelgazar sobre todo por inmigrantes sudamericanos.
Entre otras poblaciones de habitantes estadounidenses, también se ha encontrado cada vez más frecuentemente el uso de píldoras dietéticas (apodadas 'píldoras dietéticas brasileñas') que han sido compradas en línea.